# Liste der Kulturdenkmale in Schraplau
In der Liste der Kulturdenkmale in Schraplau sind alle  Kulturdenkmale der Gemeinde Schraplau aufgelistet. Grundlage ist das Denkmalverzeichnis des Landes Sachsen-Anhalt, das auf Basis des Denkmalschutzgesetzes des Landes Sachsen-Anhalt vom 21. Oktober 1991 durch das Landesamt für Denkmalpflege und Archäologie Sachsen-Anhalt erstellt und seither laufend ergänzt wurde (Stand: 25. Februar 2015).
Diese Liste ist eine Teilliste der Liste der Kulturdenkmale im Saalekreis.

## Kulturdenkmale nach Ortsteilen

### Schraplau
| Lage | Bezeichnung                 | Beschreibung                                                                            | Erfassungs- nummer | Ausweisungsart | Bild |
| --- | --------------------------- | --------------------------------------------------------------------------------------- | ------------------ | -------------- | --- |
| Nördlich des Ortes Flst. 57/1 (Karte) | Wasserturm                  |                                                                                         | 094 65651          | Baudenkmal     | [[Vorlage:Bilderwunsch/code!/C:51.44292,11.669648!/D:Nördlich des Ortes Flst. 57/1,!/\|BW]]                          |
| Bäckerstraße 1 bis 7, 7a, 8, 10, 12 14 Kirchberg 1 bis 4, 5 Kirchplatz 1 bis 3 Marktstraße 1 bis 19 Schulstraße 1 bis 10 Weidastraße 1 bis 7 Zellerstraße 1 bis 35 (Karte) | Altstadt                    |                                                                                         | 094 65652          | Denkmalbereich | Altstadt |
| Bäckerstraße Kirchberg 3, 5 Zellerstraße (Karte) | Schloss                     | Neues Schloß                                                                            | 094 16970          | Baudenkmal     | [[Vorlage:Bilderwunsch/code!/C:51.438027,11.669274!/D:Bäckerstraße Kirchberg 3, 5 Zellerstraße,!/\|BW]]              |
| Kirchplatz 1 (Karte) | Kirche                      | Sankt Johannis Baptist                                                                  | 094 06030          | Baudenkmal     | Weitere Bilder |
| Marktstraße 8 (Karte) | Wohnhaus                    |                                                                                         | 094 06028          | Baudenkmal     | BW |
| Marktstraße 10 (Karte) | Wohn- und Geschäftshaus     | 10                                                                                      | 094 06031          | Baudenkmal     | BW |
| Marktstraße 17 (Karte) | Wohnhaus                    |                                                                                         | 094 65653          | Baudenkmal     | BW |
| Marktstraße 1a, 1b, 1c, 1d Flur 2, Flst. 905 (Karte) | Amtshof                     | Oberamt, Könitzsches Rittergut                                                          | 094 16973          | Baudenkmal     | [[Vorlage:Bilderwunsch/code!/C:51.438434,11.664445!/D:Marktstraße 1a, 1b, 1c, 1d Flur 2, Flst. 905,!/\|BW]]          |
| Marktstraße 20 (Karte) | Wohn- und Geschäftshaus     |                                                                                         | 094 65655          | Baudenkmal     | Wohn- und Geschäftshaus                                                                                              |
| Marktstraße 25 (Karte) | Rathaus                     |                                                                                         | 094 06118          | Baudenkmal     | Weitere Bilder |
| Marktstraße 28 Straßenbiegung unterhalb des Schlosses (Karte) | Amtshaus                    |                                                                                         | 094 16971          | Baudenkmal     | [[Vorlage:Bilderwunsch/code!/C:51.438041,11.668093!/D:Marktstraße 28 Straßenbiegung unterhalb des Schlosses,!/\|BW]] |
| Querfurter Straße (Karte) | Denkmal                     |                                                                                         | 094 77114          | Baudenkmal     | Denkmal |
| Schafseer Straße 17 Ortsteil Schafsee (Karte) | Gasthof                     | zum Ensemble gehören auch der Innenhof und der Vorgarten des Hauses Schafseer Straße 16 | 094 65661          | Baudenkmal     | [[Vorlage:Bilderwunsch/code!/C:51.432297,11.648446!/D:Schafseer Straße 17 Ortsteil Schafsee,!/\|BW]]                 |
| Schafseer Straße 18/19 Ortsteil Schafsee (Karte) | Gutshof                     | zum Ensemble gehört auch der südlich des Herrenhauses gelegene Park                     | 094 65662          | Baudenkmal     | Gutshof |
| Schulstraße 1 (Karte) | Schule                      |                                                                                         | 094 65656          | Baudenkmal     | Schule |
| Schulstraße 9 Nahe dem Rathaus (Karte) | Wohnhaus                    |                                                                                         | 094 66186          | Baudenkmal     | [[Vorlage:Bilderwunsch/code!/C:51.438388,11.666623!/D:Schulstraße 9 Nahe dem Rathaus,!/\|BW]]                        |
| Trautmannshöhe Ehemals Ortsteil Trautmannshöhe (Karte) | Gutshof                     | Trautmannshöhe                                                                          | 094 65663          | Baudenkmal     | [[Vorlage:Bilderwunsch/code!/C:51.440678,11.658477!/D:Trautmannshöhe Ehemals Ortsteil Trautmannshöhe,!/\|BW]]        |
| Waidastraße 2 (Karte) | Wohnhaus                    |                                                                                         | 094 16972          | Baudenkmal     | BW |
| Zellerstraße (Karte) | Ehrenmal Märzgefallene 1921 |                                                                                         | 094 06119          | Baudenkmal     | Ehrenmal Märzgefallene 1921                                                                                          |
| Zellerstraße 3 (Karte) | Wohn- und Geschäftshaus     |                                                                                         | 094 65658          | Baudenkmal     | BW |
| Zellerstraße 4 (Karte) | Scharfrichterhof            |                                                                                         | 094 65659          | Baudenkmal     | BW |
| Zellerstraße 5 (Karte) | Wohnhaus                    |                                                                                         | 094 65660          | Baudenkmal     | BW |
| Zellerstraße 7 Gegenüber Nr. 29 (Karte) | Keller                      |                                                                                         | 094 65657          | Baudenkmal     | [[Vorlage:Bilderwunsch/code!/C:51.439039,11.665216!/D:Zellerstraße 7 Gegenüber Nr. 29,!/\|BW]]                       |
| Zellerstraße 29, 31, 33, 35 (Karte) | Mühlenhof                   | Zeller-Mühle                                                                            | 094 09058          | Baudenkmal     | BW |

## Ehemalige Kulturdenkmale nach Ortsteilen

### Schraplau
| Lage                                         | Bezeichnung | Beschreibung | Erfassungs- nummer | Ausweisungsart | Bild |
| -------------------------------------------- | ----------- | ------------ | ------------------ | -------------- | ---- |
| Bäckerstraße 7a Flur 2, Flst. 125/34 (Karte) | Amtshof     | Alte Kammer  | 094 65654          |                | BW   |

## Legende
In den Spalten befinden sich folgende Informationen:
- Lage: Nennt den Straßennamen und wenn vorhanden die Hausnummer des Kulturdenkmals. Die Grundsortierung der Liste erfolgt nach dieser Adresse. Der Link „Karte“ führt zu verschiedenen Kartendarstellungen und nennt die geographischen Koordinaten.
Link zu einem Kartenansichtstool, um Koordinaten zu setzen. In der Kartenansicht sind Baudenkmale ohne Koordinaten mit einem roten bzw. orangen Marker dargestellt und können in der Karte gesetzt werden. Baudenkmale ohne Bild sind mit einem blauen bzw. roten Marker gekennzeichnet, Baudenkmale mit Bild mit einem grünen bzw. orangen Marker.
- Offizielle Bezeichnung: Nennt den Namen, die Bezeichnung oder zumindest die Art des Kulturdenkmals und verlinkt, soweit vorhanden, auf den Artikel zum Objekt.
- Beschreibung: Nennt bauliche und geschichtliche Einzelheiten des Kulturdenkmals, vorzugsweise die Denkmaleigenschaften.
- Erfassungsnummer: Für jedes Kulturdenkmal wird in Sachsen-Anhalt eine 20stellige Erfassungsnummer vergeben. Die letzten zwölf Ziffern werden für die Untergliederung nach Teilobjekten genutzt und werden nur angegeben, soweit vergeben. In dieser Spalte kann sich folgendes Icon  befinden, dies führt zu Angaben zu diesem Baudenkmal bei Wikidata.
- Ausweisungsart: Die Einordnung des Denkmales nach § 2 Abs. 2 DenkmSchG LSA
- Bild: Ein Bild des Denkmales, und gegebenenfalls einen Link zu weiteren Fotos des Kulturdenkmals im Medienarchiv Wikimedia Commons. Wenn man auf das Kamerasymbol klickt, können Fotos zu Kulturdenkmalen aus dieser Liste hochgeladen werden: